# Culicoides baisasi
Culicoides baisasi är en tvåvingeart som beskrevs av Wirth och Hubert 1959. Culicoides baisasi ingår i släktet Culicoides och familjen svidknott. Inga underarter finns listade i Catalogue of Life.